# Kellogg's
The Kellogg Company (NYSE: K) (llamada simplemente  Kellogg o  Kellogg's) es una compañía multinacional agroalimentaria estadounidense. Elabora principalmente alimentos para el desayuno, cereales y galletas. Tiene su sede central en Battle Creek, Míchigan, Estados Unidos. Kellogg's® fue fundada en el año 1906 por Will Keith Kellogg quien se basó en la alimentación de los Adventistas del Séptimo Día, religión que él mismo practicaba. El resultado fue tan bueno que los pedidos no se hicieron esperar, y poco tiempo después se dispararon en número. Hoy, es la compañía líder junto a Nestlé en el sector de cereal para desayuno a nivel mundial.[cita requerida]

## Historia
Kellogg's fue fundada como la Battle Creek Toasted Corn Flake Company el 19 de febrero de 1906, por Will Keith Kellogg como una consecuencia de su trabajo junto con su hermano John Harvey Kellogg en el Sanatorio de Battle Creek siguiendo prácticas basadas en la denominación cristiana Adventista del Séptimo Día. La compañía producía y distribuía con enorme éxito las hojuelas de maíz tostado (Corn Flakes) de Kellogg y pasó a llamarse Compañía Kellogg en 1922.
En el año 1930, la compañía Kellogg anunció que la mayoría de sus fábricas cambiaría a la jornada semanal de 30 horas, en lugar de la habitual de 40. Esta práctica se mantuvo hasta la Segunda Guerra Mundial, y continuó brevemente después de la guerra, aunque algunos departamentos y fábricas se mantuvieron constantes en la jornada semanal de 30 horas hasta el año 1980. De 1969 a 1977, Kellogg's adquirió varias empresas pequeñas incluyendo Salad Foods, Fearn International, Mrs. Smith's Pie, Eggo y Pure Packed Foods, sin embargo, fue más tarde criticado por no diversificarse aún más como sus competencias General Mills y Quaker Oats lo hicieron.
Después de infrautilización de su competencia en el desarrollo y comercialización de productos, la cuota de mercado de los EE. UU. de Kellogg's tocó un mínimo de 76,5% en el año 1989. Un destacado analista de Wall Street lo llamó "una buena compañía que está más allá de su plenitud" y el mercado de los cereales se estaba considerado como "maduro". Estos comentarios vigorizado Kellogg presidente William E. LaMothe para mejorar, que todo incluido el acercamiento al demográfica de 80 millones de "baby boomers" en lugar de los cereales de marketing orientado a los niños. Al hacer hincapié en la conveniencia de cereales y el valor nutricional, Kellogg ayudó a persuadir a los consumidores de 25-50 años de edad a comer cereales un 26% más que las personas de esa edad se comió cinco años anteriores. El mercado de cereales de los Estados Unidos. listo para el consumo, por valor de 3,7 mil millones dólares en las tiendas en el año 1983, ascendieron a 5,4 mil millones dólares en el año 1988, y había ampliado tres veces más rápido que el promedio de la categoría de comestibles. también introdujo nuevos productos de Kellogg's incluyendo Crispix, cuadrados con pasas de uva, y las barras de cereal y galletas Nutri-Grain y extendió a nivel internacional con Just derecho dirigido a los australianos y neozelandeses y los copos de Genmai para Japón. Durante este tiempo, la empresa mantuvo el éxito frente a sus competidores principales: General Mills, que en gran medida los cereales comercializados para niños, y el Post, que tuvo dificultades en el mercado de los cereales para adultos.
En marzo del año 2001, Kellogg hizo su mayor adquisición, la Sociedad Keebler. Con el paso de los años también ha pasado a adquirir Morningstar Farms, y Kashi divisiones o filiales. Kellogg también es propietaria de otras empresas, como Bear Naked Inc., Natural Touch, Cheez-It, Murray, Austin, Famous Amos, Gardenburger (adquirido en el año 2007) y Plantation Brands. En febrero del año 2012, este gigante de la alimentación Kellogg compró la marca de patatas Pringles a la empresa Procter & Gamble por 2695 millones de dólares, unos 2000 millones de euros. Su objetivo es construir un negocio mundial de aperitivos similar a su negocio de cereales.

## Productos
Kellogg´s no fabrica cereales para otras marcas. La lista de productos de la empresa está puesta en inglés en su totalidad, debido a que no todos los productos llegan a cada país iberoamericano y además, los que llegan a tener traducido el nombre al español, este suele ser diferente en cada país:
- Froot Loops brand: Froot Loops, Froot Loops 1/3 Less Sugar, Marshmallow Froot Loops, Fruti Lupis en México.
- Choco Krispis
- Corn Flakes brand: Kellogg's Corn Flakes, Kellogg's Corn Flakes with Real Bananas, Honey Crunch Corn Flakes
- Frosted Flakes/Zucaritas/Frosties brand: Kellogg's Frosted Flakes, Kellogg's Frosted Flakes 1/3 Less Sugar, Tony's Cinnamon Krunchers
- Pringles
- Cocoa Extra Fiber
- All-Bran Flakes
- Apple Jacks
- Bigg Mixx (Descontinuado, 1990)
- Banana Bubbles
- Bran Flakes
- Corn Pops
- Cran-Vanilla Crunch
- Crispix brand: Crispix, Cinnamon Crunch Crispix
- Crunchy Nut Cornflakes
- Disney® brand: Disney Hunny B's Honey-Graham, Disney Mickey's Magix, Disney Mud & Bugs
- Fruit Harvest brand: Fruit Harvest Apple Cinnamon, Fruit Harvest Peach Strawberry, Fruit *Harvest Strawberry Blueberry
- Honey Smacks
- Just Right Fruit & Nut
- Low-Fat Granola brand: Low-Fat Granola, Low-Fat Granola with Raisins
- Mini Swirlz
- Mini-Wheats brand: Mini-Wheats Frosted Original, Mini-Wheats Frosted Bite Size, Mini-Wheats * Frosted Maple & Brown Sugar, Mini-Wheats Raisin, Mini-Wheats Strawberry.
- Miel Pops

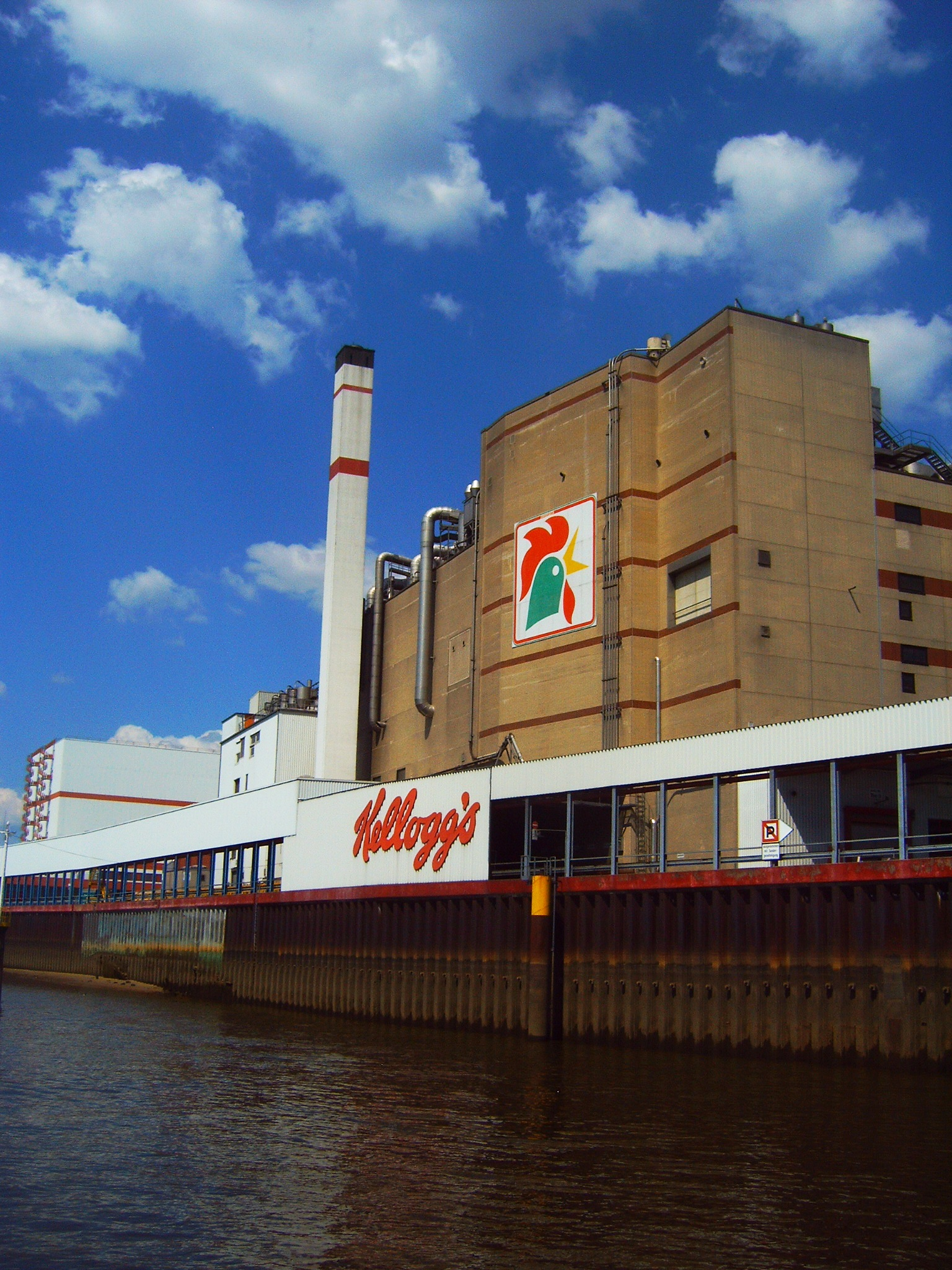
Fábrica de la compañía Kellogg's.

- Mueslix brand: Mueslix with Raisins, Dates & Almonds
- Müsli
- Oat Bran brand: Cracklin' Oat Bran, Complete Oat Bran Flakes
- Raisin Bran brand: Raisin Bran, Raisin Bran Crunch
- Rice Krispies®/Rice Bubbles brand: Rice Krispies, Rice Krispies Treats, Frosted Rice *Krispies, Cocoa Rice Krispies, Rice Bubbles
- Scooby-Doo brand: Cinnamon Marshmallow Scooby-Doo! Cereal
- Smart Start brand: Smart Start, Smart Start Soy Protein Cereal
- Smorz
- Special K brand: Special K, Special K low carb lifestyle, Special K Red Berries, Special K
- Vanilla Almond
- Spider-man brand: Spider-man Spidey-Berry
- Toasted Honey Crunch

## Mascotas
Algunas mascotas pueden variar de un país a otro, o haber sido sustituido.
- El Tigre Tony (imagen oficial de Zucaritas)
- El tucán Sam (imagen oficial de Froot Loops)
- El gallo Cornelio (imagen oficial de Corn Flakes)
- Los 3 duendes Snap, Crackle y Pop (imagen oficial de Rice Krispies)
- La rana Smacks (imagen oficial de Honey Smacks)
- La abeja Pops (imagen oficial de Miel Pops)
- El mono Coco (imagen oficial de Coco Pops)
- El oso Choco (imagen descatalogada de Chocos)
- El elefante Melvin (imagen oficial de Choco Krispis)